# 일렉트로마이그레이션
전기전진 또는 일렉트로마이그레이션(electromigration)은 전도전자와 금속 속의 흩어져 있는 원자핵들 사이의 운동량의 전달로 인해 발생하는 도체 내의 지속적인 이온의 움직임에 의한 물질의 이동을 지칭하는 용어이다. 미소전자공학(microelectronics)과 같이 높은 직류 전류밀도가 사용될 때 이러한 효과는 매우 중요한 부분으로서 다루어 진다. 전자공학에서 집적회로와 같은 구조의 규모가 감소하면 실질적인 전기전진에 의한 효과가 증가한다.

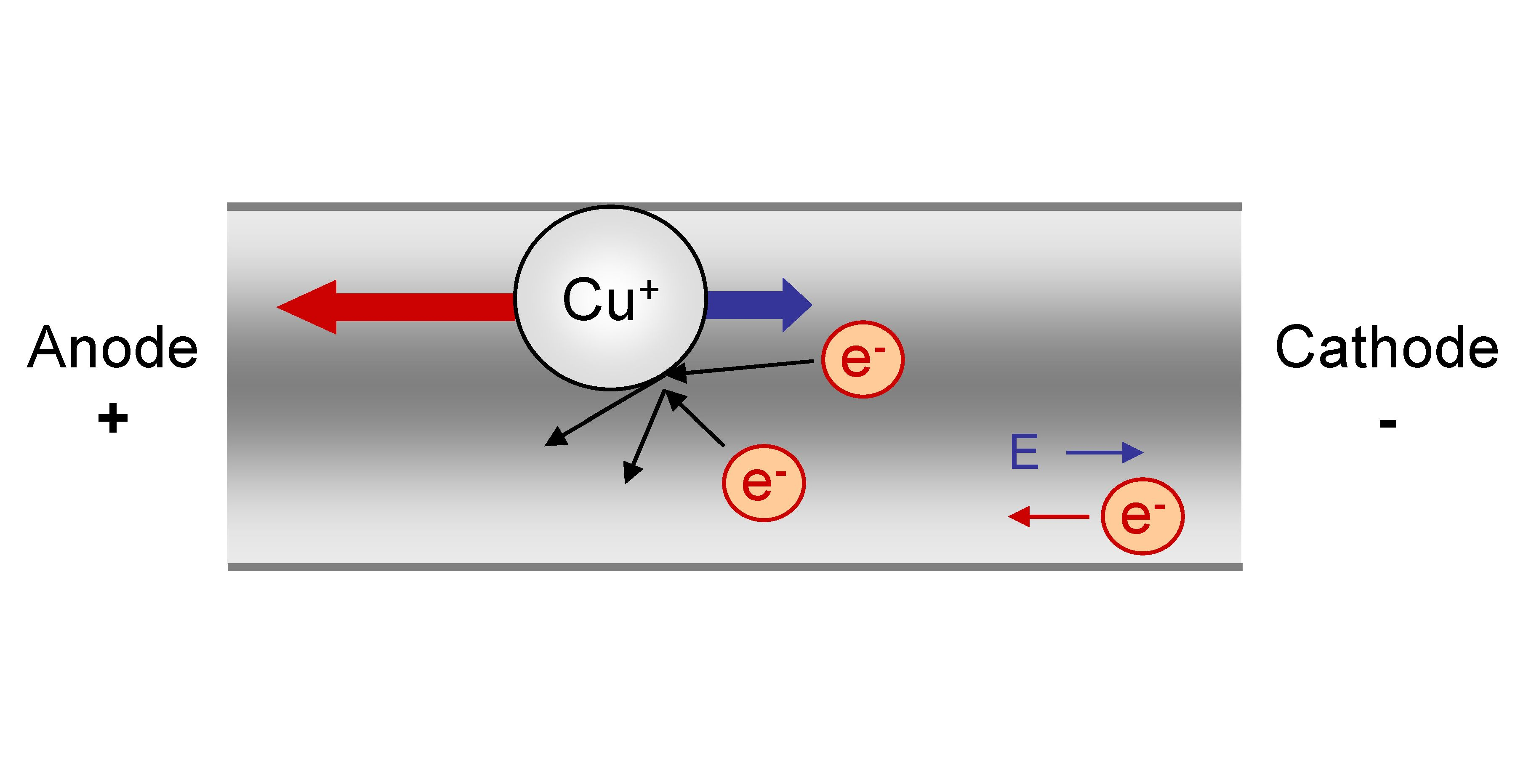
이 그림에서 전선속에 이동하는 전자로와 원자핵사이의 운동량의 전달이 전기전진 현상을 만든다.

## 역사
전기전진현상은 프랑스과학자 잘아딘에 의해 처음 발견된 이후로 100년 넘게 알려진 자연현상이었다. 하지만 실질적으로 이 현상이 주목받기 시작한 것은 1966년대에 들어 처음 집적회로가 만들어지면서부터이다. 전기전진현상은 갓 탄생한 반도체산업의 전반에 걸쳐 많은 연구자들의 헌신으로 연구되었다. 이중 가장 중요한 연구로는 후에 블랙의 방정식이라고 이름 붙여진 모토로라의 짐 블랙에 의해 발견된 것이였다. 그당시의 집적회로 내의 금속간의 연결은 불과 십여 마이크로 규모였다. 현재의 이러한 금속간의 연결은 수십에서 수백 나노규모로 감소되었다. 따라서 이러한 전기전진현상을 이해하는 것은 이 분야에서 점점 더 중요해지고있다.